# 해변에서 생긴 일
해변에서 생긴 일(Where The Boys Are)은 미국에서 제작된 헨리 레빈 감독의 1960년 코미디, 드라마, 멜로/로맨스 영화이다. 돌로레스 하트 등이 주연으로 출연하였고 조 패스터넉 등이 제작에 참여하였다. 개봉명은 보이 헌트이다.

## 줄거리
이 영화는 주로 봄 방학 동안 중서부 대학의 여대생 4명이 "성장하는" 것에 초점을 맞춘다. 수업 토론에서 똑똑하고 현실적인 메리트 앤드루스는 혼전 성관계가 젊은 여성들이 경험해야 할 일이라고 제안한다. 젊은 남성들을 유혹하는 멜라니 톨먼은 젊은 여성들이 포트로더데일에 도착한 직후 첫 데이트에서 처녀성을 잃는다. 터글 카펜터는 결혼할 남자만 있으면 "아기 만드는 기계"가 되려 한다. 로맨스에 대해 전혀 모르는 운동선수 앤지는 이 그룹의 마지막 멤버이다.
소녀들은 그들의 태도에 도전받는다. 신입생 메리트는 세련되고 어둡고 잘생긴 브라운 대학교의 4학년 라이더 스미스를 만나 자신이 성관계를 할 준비가 되지 않았다는 것을 깨닫는다. 멜라니는 자신이 사랑한다고 생각했던 예일 대학교의 소년 프랭클린이 단지 자신을 성적인 목적으로 이용했다는 것을 알게 된다. 터글은 미시간 주립 대학교 3학년의 얼빠진 "TV" 톰슨에게 빠르게 관심을 돌리지만, 그가 지역 나이트클럽에서 "인어" 수영선수이자 댄서인 공연자 롤라 판당고에게 반하게 되자 환멸을 느낀다. 앤지는 괴짜 재즈 음악가 바실과의 관계에 휘말린다.
멜라니가 모텔에서 프랭클린을 만나러 갔다가 대신 다른 "예일대 학생" 딜을 만나 성폭행당한 후 괴로워하는 것을 발견하자 메리트, 터글, 앤지의 관계 불안은 사라진다. 프랭클린은 다른 여자에게 넘어갔지만, 딜에게 멜라니가 "쉽다"고 말하며 매복을 준비했다. 옷이 찢어진 멜라니는 도로로 걸어 나간다. 친구들이 도착하자마자 그녀는 차에 치여 병원으로 옮겨진다.
결국, 소녀들은 더욱 성숙하고 책임감 있게 행동하기로 결심한다. 멜라니에 대한 소식을 들은 "TV"는 터글에게 돌아간다. 앤지는 바실과 함께하게 되는데, 특히 그가 안경을 잃어버리고 그녀의 도움이 필요하게 되면서 더욱 그렇다. 멜라니는 병원에서 회복하고 있으며, 메리트가 그녀를 돌본다. 메리트는 라이더에게 장거리 관계를 계속할 것이라고 약속한다. 그리고 그는 그들을 대학으로 다시 데려다준다.

## 출연

### 주연
- 돌로레스 하트
- 조지 해밀턴
- 이베트 미미오
- 짐 허튼

### 조연
- 폴라 프렌티스
- 바바라 니콜스
- 칠 윌스
- 프랭크 고쉰
- 코니 프란시스
- 로리 해리티
- 테드 버거
- 존 브레넌

## 제작진
- 원작자: 글렌든 스워스아웃
- 미술: E. 프레스턴 아메스
- 미술: 조지 W. 데이비스
- 의상: 키티 마거